# Square Deal
Col termine Square Deal viene indicata l'ideologia di governo del presidente degli Stati Uniti Theodore Roosevelt.

## Fondamenti
Lo Square Deal si fondava su tre idee di base: la conservazione delle risorse naturali, il controllo delle aziende e la tutela dei consumatori. I tre punti sono spesso indicate come le "tre C" dello Square Deal (Conservation of natural resources, Control of corporations, Consumer protection). L'obiettivo di Roosevelt era di aiutare il ceto medio, minacciato dalla plutocrazia e dagli oligopoli di aziende, proteggendo nel frattempo le aziende stesse dalle sempre più esigenti richieste dei sindacati. Repubblicano progressista, Roosevelt credeva nella possibilità di attenuare i mali della società con azioni di governo, e come presidente denunciò chi si era arricchito "depredando" il prossimo, rendendosi così colpevole delle iniquità che affliggevano la società, dall'oppressione dei lavoratori alle truffe ai danni dei consumatori.

## Applicazione

### Regolamentazione degli affari
Al suo secondo mandato, Roosevelt cercò di estendere ulteriormente il concetto di Square Deal. Il presidente fece pressione sui giudici per cedere ai desideri del potere esecutivo su tutti i successivi procedimenti antitrust. Nel 1903, con il sostegno di Roosevelt, il Congresso approvò la legge detta Elkins Act, che proibiva alle ferrovie di concedere prezzi di favore a determinate aziende.

### Salute e benessere
- Una nuova legge, la Federal Meat Inspection Act (1906), specificò che la carne doveva essere lavorata in modo sicuro con misure igieniche appropriate.
- La legge Pure Food and Drug Act (1906) regolamentò l'etichettatura dei prodotti alimentari e dei farmaci, stabilendo tra l'altro che non potevano deliberatamente indurre in errore il consumatore. Questa legge e la precedente sono considerate da molti una risposta al romanzo di Upton Sinclair La giungla, ambientato tra i lavoratori dell'industria della carne.
- Il Federal Employers Liability Act (1908).
- Il Federal Employees' Compensation Act (1908) che risarciva i dipendenti federali rimasti feriti sul lavoro.[5]
- Una legge del 1902 ampliava il lavoro scientifico dell'Acoustic Laboratory e si appropriò un budget specifico per il laboratorio.[6]
- L'Ufficio del censimento fu autorizzato (1902) a raccogliere informazioni relative alle condizioni di salute della popolazione di tutto il paese.[7]

### Conservazione delle risorse naturali
Roosevelt lottò con forza per salvaguardare il territorio, impedendo che milioni di ettari di ambiente naturale fossero sfruttati a fini commerciali. Gli sforzi di Roosevelt erano guidati sia da questioni di ordine pratico ma anche dal suo amore per la natura. Influenzato dai primi sostenitori dell'uso consapevole delle risorse, come Gifford Pinchot, Roosevelt riteneva che la natura esistesse a beneficio dell'umanità. In un ambiente naturale si poteva comunque prelevare acqua per l'irrigazione di terreni agricoli, poteva essere praticato sport e si poteva raccogliere legname. Partendo da queste convinzioni, nel 1902 Roosevelt istituì il Reclamation Service. L'agenzia, attraverso l'utilizzo di dighe e sistemi di irrigazione, creò terreni adatti alla semina in zone originariamente troppo aride per la nascita di fattorie. Il Reclamation Service creò così milioni di acri di terreni coltivabili.
Durante il governo Roosevelt, furono istituiti 24 progetti di bonifica e furono create 150 foreste nazionali.

### Progetti pubblici
- Il Newlands Reclamation Act del 1902.
- Il Kinkaid Act del 1904.
- Il Forest Homestead Act (1906) che permise la registrazione di milioni di ettari di terreni agricoli potenziale all'interno delle foreste nazionali.[10]
- Fu istituita la Inland Waterways Commission (1907) col compito di sviluppare un nuovo approccio allo sviluppo fluviale.[11]

### Veterani
- Il programma per i veterani della guerra civile fu trasformato in un sistema pensionistico, con un Executive order del 1904 dove si dichiarava che la vecchiaia stessa costituiva una disabilità:

Questo consentì a decine di migliaia di veterani dell'Unione senza contributi sufficienti di ricevere comunque una pensione.
- Una legge del 1906 stabilì che "un'età di 62 anni o oltre è considerata una forma di disabilità permanente, ai sensi delle leggi sulle pensioni".[13]
- Nel 1907 la pensioni elargite dal governo federale furono estese a tutti i veterani di guerra civile, indipendentemente dal fatto che fossero disabili o meno.[13]

### Educazione
- L'Adams Act (1906) stanziò ulteriori fondi agli stati per la ricerca in campo agricolo.[14][15]
- La Carnegie Foundation for the Advancement of Teaching per la promozione della didattica fu costituito con una legge del Congresso (1906).[16]
- L'emendamento Nelson al secondo Morrill Act stanziò 25.000 dollari annui per i corsi di formazione per insegnanti di meccanica ed agricoltura.[17]

### Aree rurali
- Il Rural Free Delivery, ovvero il servizio di consegna postale alle famiglie che vivevano in zone rurali, fu reso permanente (1902).[18]
- Fu istituita la Commission on Country Life (1908) col compito di escogitare modi per rendere la vita di campagna più attraente.[19][20]